# Aeródromo Infante Rivarola
Aeródromo Infante Rivarola es un aeródromo ubicado en el departamento de Boquerón, Paraguay. Tiene una pista de 1.200 metros de largo y 25 metros de ancho. El 20 de junio de 2019 se inauguraron las obras de mejoramiento del aeródromo. Se invirtieron 5.270.000 dólares en obras que comprende la construcción de nueva pista de aterrizaje y despegue, además de otra de taxis y plataforma de servicios.